# Бойкотоване маля
«Бойкотоване маля» (англ. The Boycotted Baby) — американська короткометражна кінокомедія режисера Олівера Гарді 1917 року.

## У ролях
- Олівер Гарді — маля
- Кейт Прайс — Кейт